# Накитош (город)
Накитош (англ. Natchitoches) —  город и административный центр прихода Накитош в штате Луизиана в Соединённых Штатах Америки. Город-побратим — Накодочес.
Согласно проведённой в 2020 году переписи населения США, население города составляло 18 039 человек; это семнадцатый город штата по числу жителей.

## История
Основан в 1714 году Луи Жюшеро де Сен-Дени как часть Французской Луизианы, община была названа в честь коренного народа.
Город Накитош был включён в реестр 5 февраля 1819 года, после того как Луизиана стала штатом в 1812 году. Это старейшее постоянное поселение, приобретённой в результате Луизианской покупки. 
В 1884 году в Накитоше был открыт Северо-Западный государственный университет.

## География
По данным Бюро переписи населения США, общая площадь города составляет 25,1 квадратных миль (65 км2), из которых 21,6 квадратных миль (56 км2) приходится на сушу, а 3,6 квадратных миль (9,3 км2) (14,21%) покрыты водой.